# Građanski košarkaški klub
Il Građanski košarkaški klub Šibenka è una società cestistica croata di Sebenico.
Fondata nel 2010 col nome di KK Šibenik Stari grad, gioca dalla stagione 2013/2014 nella Premijer liga croata. Dopo il fallimento della storica squadra locale (il K.K. Šibenka) avvenuto nel 2010, si è accesa una forte rivalità con il KK Jolly Jadranska Banka su chi dovesse considerarsi il degno erede cittadino. Del K.K. Šibenka il Građanski K.K. ha mantenuto anche i colori sociali.
Disputa le partite interne al Dvorana Baldekin, ove giocava anche il KK Šibenka nonché giocano i rivali cittadini del KK Jolly Jadranska Banka.
Il palazzetto ha una capienza di 1726 spettatori.